# Kościół św. Jakuba Większego Apostoła w Święciechowie
Kościół św. Jakuba Większego Apostoła w Święciechowie – rzymskokatolicki kościół parafialny we wsi Święciechowa, w powiecie leszczyńskim. Należy do dekanatu święciechowskiego.
Świątynia pierwotnie została zbudowana w stylu gotyckim w 1598 roku, przebudowana w latach 1730-1750 w stylu barokowym. Zachowała się gotycka wieża z pierwszej połowy XV wieku i fragment muru w fasadzie zachodniej. Kościół uszkodzony na skutek pożaru w 1780 roku, restaurowany w 1826 roku. Posiada bogate wyposażenie wnętrza barokowe i rokokowe. W 1964 została odkryta barokowa polichromia w kaplicach. Współczesna polichromia została wykonana przez Teodora i Jana Szukałów. Ołtarz główny reprezentuje architekturę późnobarokową, posiada kolumny i rzeźby. W jego środkowej części jest umieszczony obraz Matki Bożej Szkaplerznej namalowany, w 1693 roku w srebrnej sukience, wykonanej w II połowie szesnastego stulecia. Na zasuwie jest umieszczony obraz św. Jakuba z końca osiemnastego stulecia. Barokowa marmurowa chrzcielnica pochodzi z II połowy szesnastego stulecia, ambona z osiemnastego stulecia, a kamienna kropielnica z II połowy szesnastego stulecia. Na elewacjach zewnętrznych są umieszczone wczesnobarokowe epitafia wykonane z piaskowca, m.in. Macieja i Mikołaja Radowickich (zmarłego w 1639 roku).